# Station Będlino
Station Będlino was een spoorwegstation in de Poolse plaats Będlino.